# Bruhat-Tits-Gebäude

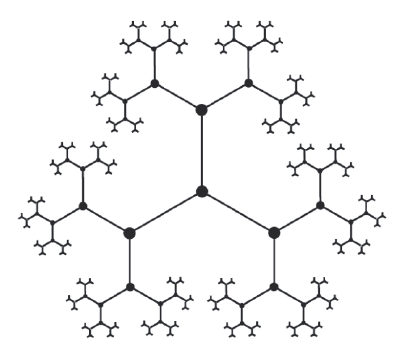
Bruhat-Tits-Baum für

In der Mathematik sind Bruhat-Tits-Gebäude eine nicht-archimedische Variante symmetrischer Räume. Sie sind nach François Bruhat und Jacques Tits benannt.

## Bruhat-Tits-Gebäude für SL(n,K)
Sei {\displaystyle K} ein Körper und {\displaystyle v} eine diskrete Bewertung. Der Bewertungsring {\displaystyle {\mathcal {O}}_{v}} ist definiert durch {\displaystyle {\mathcal {O}}_{v}=\left\{x\in K\colon v(x)\geq 0\right\}}.
Das Bruhat-Tits-Gebäude für die spezielle lineare Gruppe {\displaystyle G=SL(n,K)} ist ein (n-1)-dimensionaler Simplizialkomplex. 
Ecken: Seine Ecken (0-Simplizes) sind die Homothetieklassen von Gittern in {\displaystyle K^{n}}. (Ein Gitter ist ein {\displaystyle {\mathcal {O}}_{v}}-Modul vom Rang {\displaystyle n}, zwei Gitter {\displaystyle \Lambda ,\Lambda ^{\prime }} gehören zur selben Homothetieklasse wenn {\displaystyle \Lambda ^{\prime }=\alpha \Lambda } für ein {\displaystyle \alpha \in K}.)
Simplizes: {\displaystyle m+1} Ecken {\displaystyle s_{0},\ldots ,s_{m}} bilden genau dann einen {\displaystyle m}-dimensionalen Simplex, wenn sie durch Gitter {\displaystyle \Lambda _{0},\ldots ,\Lambda _{m}} mit 
{\displaystyle \omega \Lambda _{m}\subset \Lambda _{0}\subset \Lambda _{1}\subset \ldots \subset \Lambda _{m}}
mit einem irreduziblen Element {\displaystyle \omega \in {\mathcal {O}}_{v}} repräsentiert werden.
Insbesondere ist das Bruhat-Tits-Gebäude von {\displaystyle SL(2,K)} ein unendlicher Baum, dessen Knoten die Valenz {\displaystyle char(k)+1} haben, wobei {\displaystyle k} der zu {\displaystyle K} assoziierte Restklassenkörper ist. Man spricht in diesem Fall von einem Bruhat-Tits-Baum.  
Allgemein kann ein Bruhat-Tits-Gebäude für jede reduktive Gruppe {\displaystyle G} über einem lokalen Körper {\displaystyle K} definiert werden.

## Eigenschaften
Das Bruhat-Tits-Gebäude ist ein euklidisches Gebäude und insbesondere ein CAT(0)-Raum. Der Link jeder Ecke ist ein sphärisches Tits-Gebäude und insbesondere ein CAT(1)-Raum.
Die Gruppe {\displaystyle G} wirkt eigentlich diskontinuierlich durch simpliziale Automorphismen auf ihrem Bruhat-Tits-Gebäude.
Das Bruhat-Tits-Gebäude ist kontrahierbar, endlich-dimensional und lokal endlich, letzteres heißt, dass jeder Simplex nur zu endlich vielen Simplizes adjazent ist.